# Vega Carburanti
VEGA Carburanti S.p.A. (originariamente VEGA S.r.l.) è un'azienda italiana attiva nella distribuzione di carburanti.
Sotto il marchio VEGA si raggruppano alcune importanti aziende venete che, fin dall’inizio degli anni ’60, operano nel settore della distribuzione carburanti.
Nel novembre 2018 Coop Alleanza 3.0 vende il 100% delle quote di Carburanti 3.0 alla società veneziana, che manterrà l'insegna EnerCoop per i successivi 3 anni (fino al 2021) ed estenderà la raccolta dei punti fedeltà Coop a tutta la propria rete distributiva (anche quella non ex Coop). Il 1º agosto 2019 VEGA Carburanti acquisisce da Unicoop Tirreno anche l'unico impianto toscano. In Piemonte, Novacoop gestisce invece 4 impianti con personale proprio.
Nel 2022 raggiunge l'intesa per la vendita ad Amegas degli impianti a marchio EnerCoop della Puglia e di Grosseto.

## Impianti
Nei loro impianti sono venduti benzina, diesel, GPL, gasolio e metano (sia GNC che GNL).